# رهبری را بر عهده بگیر
رهبری را بر عهده بگیر (به انگلیسی: Take the Lead) یک فیلم سینمایی آمریکایی در ژانر رقص وفیلم درام محصول سال ۲۰۰۶ به کارگردانی لیز فردلندر است و با بازی آنتونیو باندراس به عنوان مربی رقص ، بنیانگذار کلاس های رقص. همچنین در این فیلم الفری وودارد ، جان اورتیز ، راب براون ، یایا داکوستا ، دانته باسکو ، الایا کلی و جینا دوان نیز بازی می‌کنند. این فیلم در تاریخ ۷ آوریل ۲۰۰۶ منتشر شد. اگرچه داستان در نیویورک مستقر است ، اما در تورنتو فیلمبرداری شده است.

## داستان
گروهی از دانش آموزان برای رقص مدرسه آماده می شوند. راک با بلیط صدمه دیده وارد می شود و ورود آقای معبد و اصلی جیمز از ورود آنها محروم می شود. پس از عزیمت ، راک توسط گروهی از اراذل و اوباش تحریک می شود تا خودروی اصلی را خراب کنند. وقتی پیر دولا به صحنه می آید ، همه فرار می کنند.

## بازیگران
- آنتونیو باندراس به عنوان پیر دولا ، مربی رقص سالن ها
- الفری وودارد به عنوان اصلی آگوستین جیمز
- جان اورتیز به عنوان آقای جوزف معبد ، معلمی که تنها به موفقیت های دانشگاهی اهمیت می دهد.

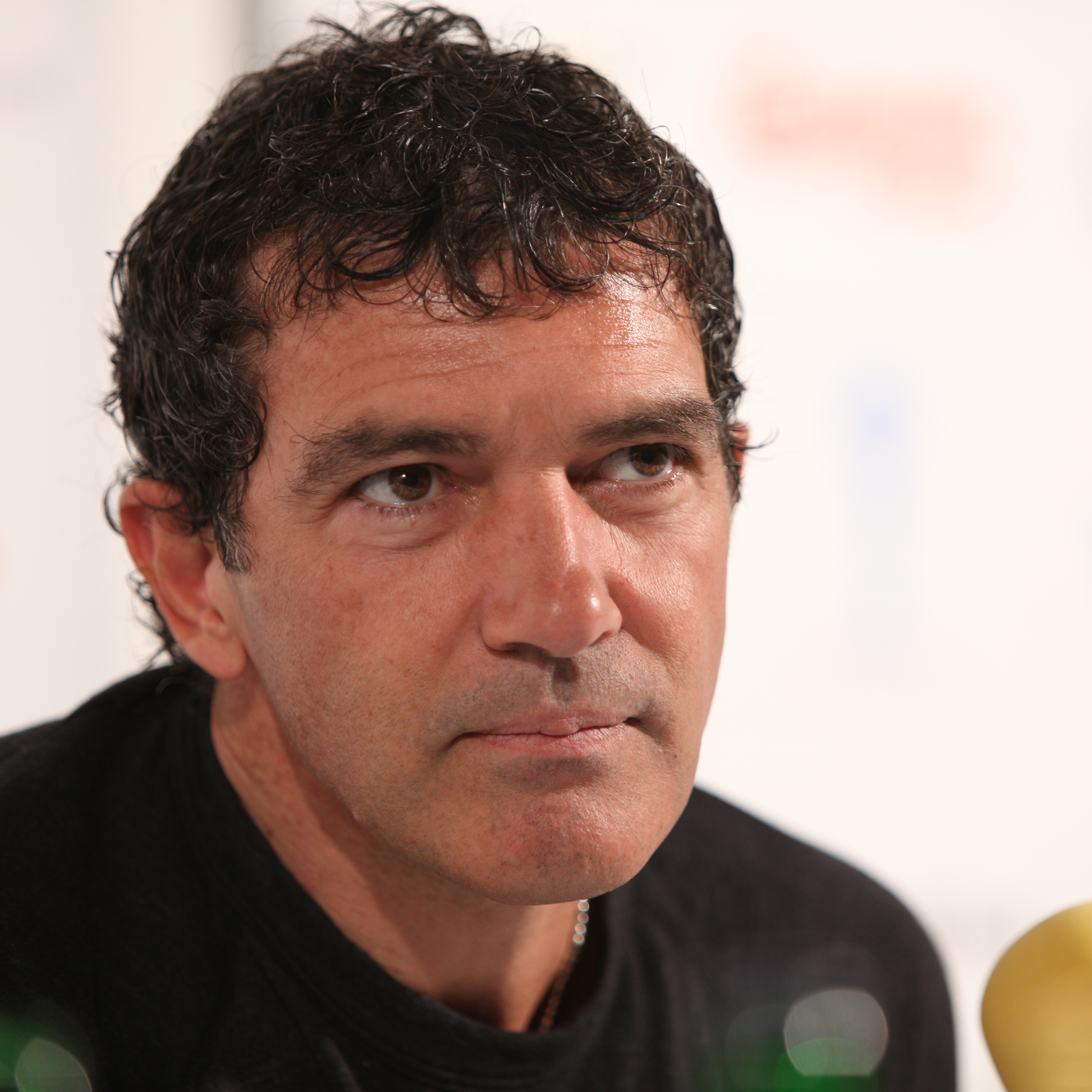
باندراس در ابتدا علاقه ای به حضور در این فیلم نداشت. او حتی برای خواندن فیلمنامه هم زحمت نمی‌کشید.

## انتشار فیلم
این فیلم در تاریخ ۱۷ مارس ۲۰۰۶ در جشنواره بین‌المللی فیلم RiverRun در وینستون-سیلم نمایش داده شد.  در تاریخ ۶ آوریل ۲۰۰۶ در اسرائیل منتشر شد ، و پس از آن ایالات متحده و کانادا در ۷ آوریل. اکران های سینمایی در سراسر جهان تا ۱۴ ژوئیه ۲۰۰۷ ادامه داشتند. 